# Tireoidite
Tireoidite (português brasileiro) ou tiroidite (português europeu) é um grupo de doenças que causam inflamação da glândula tireóide. Os sintomas, diagnóstico e tratamento dependem da causa. São 4 vezes mais comuns em mulheres e costumam aparecer entre os 27 e 50 anos.

## Classificações
Existem quatro tipos de tiroidite:
- Tireoidite crônica ou Tireoidite de Hashimoto é uma doença auto-imune e uma das causas mais comuns de hipotireoidismo.
- Tireoidite pós-parto ou tireoidite silenciosa causa tireotoxicose temporária (aumento dos níveis de hormônios da tireoide no sangue) e depois  hipotireoidismo temporário (queda destes níveis). Cerca de 5 a 10% das mulheres sofrem com essa doença um ano depois do parto. Geralmente dura de um a dois meses.
- Tireoidite subaguda ou Tireoidite de De Quervain causa inchaço doloroso da tireoide e hipertireoidismo.
- Tireoidite fibrótica ou Tireoidite de Reidel é a tireoidite mais rara. Pode causar hipotireoidismo e se não tratada pode destruir  totalmente a tireoide. Seus sintomas incluem falta de ar e dificuldade para engolir.

Também pode ser causada por radiação ou como efeito colateral de medicamentos como interferon e amiodarona.